# Wspólnota administracyjna Theres
Wspólnota administracyjna Theres – wspólnota administracyjna (niem. Verwaltungsgemeinschaft) w Niemczech, w kraju związkowym Bawaria, w rejencji Dolna Frankonia, w regionie Main-Rhön, w powiecie Haßberge. Siedziba wspólnoty znajduje się w miejscowości Theres. Przewodniczącym jej jest Winfried Stark.
Wspólnota administracyjna zrzesza trzy gminy wiejskie (Gemeinde):
- Gädheim, 1 234 mieszkańców, 9,58 km²
- Theres, 2 682 mieszkańców, 30,79 km²
- Wonfurt, 1 898 mieszkańców, 17,36 km²